# João Frederico
João Frederico foi um dos filhos de Alfonso Frederico, vigário-geral do Ducado de Atenas e Ducado de Neopatras, e Maria de Verona. Quase nada se sabe sobre ele, exceto que teria sido senhor de Egina e Salamina, ambas ilhas da Grécia, em 1350, em sucessão de seu irmão mais velho Pedro Frederico.